# X20
X20 är ett tågsätt som rälsbusstillverkaren Hilding Carlsson började skissa på i mitten av 1950-talet för Trafikaktiebolaget Grängesberg-Oxelösunds Järnvägar (TGOJ). 
Det resulterade till slut i tre fyrdelade motorvagnar med beteckningen Yoa104 (senare betecknade som X20) och även tio tvådelade tågsätt med beteckningen Yoa202 (senare betecknade som X21). De levereades till TGOJ mellan 1956 och 1959
Alla tågsätten var möjliga att koppla ihop så att flera sätt kunde köras som ett. De trafikerade TGOJ:s linjer i Bergslagen.

## Byggdes om
Fyra X21-vagnar byggdes under 1980-talet om så att antalet förstaklassplatser fördubblades från 8 till 16. Samtidigt minskade antalet andraklassplatser från 67 till 56. Efter denna ombyggnad ändrades dessa tågs typbeteckning till X22.
Skrotning och olyckor ledde till att man 1991 byggde ett tredelat tågsätt av gamla tåg, detta tåg fick typbeteckningen X23.

## Nya ägare
1989 tog SJ över TGOJ och därmed även X21- och X22-tågen. De två X20-tåg som fanns kvar hamnade hos Västmanlands lokaltrafik där de sattes i trafik på linjerna runt Västerås.
Efter 2001 har endast ett av tågen varit kvar i trafik, X20 202, som slutligen togs ur trafik 2009.
Det finns flera tågsätt bevarade och de finns att beskåda på olika museer.